# Salute John Citizen
Salute John Citizen é um filme de drama em preto e branco produzido no Reino Unido e lançado em 1942.